# Баттамбанг
Баттамба́нг (кхмер. ខេត្តបាត់ដំបង; kʰɐet batɑmbɑːŋ) — провинция (кхет) в северо-западной части Камбоджи. Площадь составляет 11 702 км²; население по данным на 2008 год — 1 024 663 человека. Административный центр — город Баттамбанг. Юго-запад провинции занимают покрытые лесом Кардамоновы горы; северо-восток каждый год заливается водами озера Тонлесап.

## Название
Название провинции, как и её административного центра, в буквальном переводе с кхмерского означает «потеря палицы». С возникновением данного наименования связана легенда о Дамбанг Краньонге (кхмер. ដំបងក្រញូង; dɑmbɑːŋ krɑɲoːŋ; букв. «дубина из красного дерева»). Согласно этой легенде, город получил своё название от места, куда упала волшебная палица, вырезанная из священного дерева Краньонг. Дровосек Дамбанг бросил палицу в короля, когда тот, желая вернуть себе престол, прискакал к дворцу на волшебном белом коне. Так как конь взвился высоко в небо, палица пролетела мимо. Там, где она упала, рис разных сортов стал расти сам по себе. Через некоторое время люди построили в тех местах большой город и назвали его Баттамбанг — «Место, где упала пропавшая палица».

## История
Люди издавна селились на территории нынешней провинции Баттамбанг, земля здесь была очень плодородная, так что рис, фрукты и овощи давали отличный урожай. Свидетельством тому — руины ангкорских памятников XI—XII вв. в провинции, таких как Ват Банан, Эк Пном, Басет, Прасат Снынг.
В XV—XVIII вв. на территорию провинции вторгалась армия соседнего Сиама. В 1795 году Сиам аннексировал большую часть северо-западной Камбоджи, включая провинции Баттамбанг и Сиемреап. Под властью Сиама северо-восточная Камбоджа входила в провинцию (чангват) Пхра Табонг. В 1907 году по соглашению с Францией провинции были переданы обратно Камбодже, чтобы стать частью Французского Индокитая. После этого территория провинции неоднократно меняла свой состав и приобрела современный вид в 1998 году, когда из её состава был выделен автономный округ Пайлин.
В 1967 году на территории провинции силами безопасности Сианука было жестоко подавлено крестьянское восстание. При красных кхмерах в 1975—1979 годах жители городов были выселены в сельскую местность для принудительного труда. После поражения красных кхмеров провинция долго оставалась их оплотом сопротивления правительственным войскам (до 1996 года).

## Население
По данным на 2013 год численность населения составляет 1 138 076 человек. По данным переписи 2008 года население насчитывало 1 025 174 человека.
Динамика численности населения провинции по годам:
| 1998    | 2005    | 2008      | 2013      |
| ------- | ------- | --------- | --------- |
| 793 129 | 997 840 | 1 025 174 | 1 138 076 |

## Административное деление
В административном отношении территория провинции делится на 13 округов (сроков):
| Код  | Рус.           | Кхмерск. | Лат.           |
| ---- | -------------- | -------- | -------------- |
| 0201 | Банан          | បាណន់      | Banan          |
| 0202 | Тмакоуль       | ថ្មគោល     | Thma Koul      |
| 0203 | Баттамбанг     | បាត់ដំបង    | Bat Dambang    |
| 0204 | Бавиль         | បាវិល      | Bavel          |
| 0205 | Экпном         | ឯកភ្នំ     | Ek Phnom       |
| 0206 | Маонгрыхсэй    | ម៉ោងឬស្សី    | Moung Ruessei  |
| 0207 | Ратанакмондоль | រតនមណ្ឌល  | Rotanak Mondol |
| 0208 | Сангкаэ        | សង្កែ      | Sangkae        |
| 0209 | Самлот         | សំឡូត      | Samlout        |
| 0210 | Сампыулун      | សំពៅលូន     | Sampov Loun    |
| 0211 | Пномпрык       | ភ្នំព្រឹក    | Phnum Proek    |
| 0212 | Камриенг       | កំរៀង      | Kamrieng       |
| 0213 | Кахкрала       | កោះក្រឡ     | Koas Krala     |

В 1970—1979 годах Баттамбанг входила в Северо-Западную зону.

## Экономика
Провинцию называют «камбоджийской рисовой чашей», в ней сильно сельское хозяйство с большим производством риса. В дождливый сезон 2006 года 2 440,14 км² было культивировано рисом на производство, средняя урожайность составила 2,2 тонны с гектара, а общий урожай 536 830,8 тонн. С учётом резервов для потребления, семян, корма для животных и потерь во время сбора урожая, около 300 тысяч тонн осталось на продажу. Департамент сельского хозяйства Камбоджи выделяет качественные селекционные семена фермерам и выделяет значительные средства на эксперименты во многих районах провинции.
В дополнение к рису, другие культуры были посажены на 98 342 га, в том числе около 420 км² кукурузы, 400 км² красной кукурузы, 180 км² маниоки, 2,42 км² батата и многих других культур, включая зеленые бобы и перец чили. Также 501,78 км ² было занято техническими культурами, такими как земляные орехи, соя, джут, сахарный тростник. Провинция также производит в заметных количествах ананас, кунжут, грейпфрут, пальмовое масло и шафран.
Кроме земледелия, местные жители, в основном занимаются животноводством, семеноводством риса, производства кормов для животных и т. д., а несколько ферм занимаются селекцией скота. В провинции Баттамбанг 12 рыболовецких лотов, и промысел рыбы превысил 7000 тонн в 2006 году, из которых 990 тонн было выловлено на рисовых полях местными семьями. В провинции 37 рыболовецких общин, каждая из которых насчитывает более 300 членов.

## Транспорт
Национальное шоссе № 5 проходит через провинцию и соединяет город Баттамбанг с Пномпенем. Оно недавно отремонтировано, и теперь поездка занимает около 4 часов, расстояние между двумя городами — 290 км. Расстояние от Баттамбанга до Сиемреапа 170 км (через Сисопхон), дорога занимает 4—5 часов. Дорога между Баттамбангом и Сисопхоном находится в хорошем состоянии, расстояние — 68 км. Дорога № 57 соединяет город Баттамбанг с Пайлином, расстояние — 83 км.
Через провинцию проходит железная дорога из Пномпеня через Баттамбанг до Сисопхона, построенная в 1930-е годы французами. Во время гражданской войны железнодорожная инфраструктура была сильно разрушена. Пассажирское сообщение с Пномпенем было окончательно остановлено в 2009 году. Соглашение о восстановлении национальной железнодорожной сети было подписано между камбоджийским правительством и частными компаниями. Ожидается, что железнодорожное сообщение с Пномпенем снова откроется в 2012 году.
Имеется сообщение по воде с Сиемреапом; водный путь проходит через узкие каналы и болотистую местность. В городе Баттамбанг имеется аэропорт (IATA: BBM), который в настоящее время бездействует.

## Достопримечательности

### Ват Эк Пном
Это атмосферный, частично разрушенный, храм XI века, расположенный в 11 км к северу от города Баттамбанг. Он занимает площадь 52 м на 49 м и окружен остатками латеритовой стены и древним бараем — искусственным водным резервуаром. На резной перемычке дверного проема восточного входа в центральный храм — барельеф с известным индуистским сюжетом Пахтанья Молочного океана; по сторонам храма в верхней части также имеются хорошо сохранившиеся барельефы. Возведение огромной статуи Будды рядом с храмом было остановлено властями, так как это нарушило бы целостность древнего архитектурного ансамбля.

### Ват Банан
Ват Банан расположен в 25 км к югу от города Баттамбанг и является куда более скромной версией знаменитого Ангкор-Вата. Построен в X веке. В настоящее время это популярное место для пикников.

### Кампинг Пуой
Грандиозное гидротехническое сооружение, возведенное во времена красных кхмеров ценой десятков тысяч жизней — массивная дамба между двумя холмами и большое водохранилище, имеющее важное значение для ирригации и по сей день. Ёмкость водохранилища до 110 млн м³ воды. Находится в 35 км к западу от Баттамбанга.